# Судаков, Фёдор Павлович
Фёдор Па́влович Судако́в (19 мая 1897, Ревель — 2 октября 1941, Карело-Финская ССР) — советский военачальник, в начальный период Великой Отечественной войны командовал 66-м стрелковым корпусом.

## Биография
Фёдор Павлович Судаков родился 19 мая 1897 года в Ревеле, ныне Таллин. Русский.
В 1914 году поступил в Санкт-Петербургский политехнический институт.
После второго курса ушёл на фронт и в сентябре 1916 года начал службу в Русской императорской армии рядовым 3-го запасного полка в Новом Петергофе. С декабря того же года по май 1917 года — юнкер Павловского военного училища. По окончании училища направлен на Северо-Западный фронт и принял участие в Первой мировой войне. В должности младшего офицера роты, затем выборным командиром роты воевал в составе 79-го Сибирского пехотного полка 20-й Сибирской пехотной дивизии. В декабре 1917 года демобилизован.
В декабре 1918 года добровольно вступил в ряды Красной Армии. Сначала командовал взводом, но меньше чем через год назначен помощником командира полка. Во время Гражданской войны в России в составе 2-й стрелковой дивизии участвовал в боях против войск генерала Н. Н. Юденича. За бой у д. Онтолово был награждён орденом Красного Знамени. С января 1920 года командир 18-го, затем 10-го стрелкового полка той же дивизии. В этой должности участвовал в советско-польской войне и боях против банд генерала С. Н. Булак-Балаховича.
После войны с октября 1921 года по сентябрь 1922 года на учёбе на Военно-академических курсах высшего начсостава РККА. После окончания курсов исполнял должность помощника командира 8-й стрелковой дивизии. С декабря 1922 года командир 3-й Кавказской стрелковой дивизии. В апреле 1924 года переведён на Туркестанский фронт, где в должности заместителя народного военного назира Бухары и командующего Бухарской Красной армией, участвовал в борьбе с басмачеством. С июля 1925 года — командир 3-й Крымской стрелковой дивизии УВО, с августа 1927 года — военный атташе при Полпредстве СССР в Латвии, Литве и Эстонии, с 1928 года — начальник отдела внешних сношений при Реввоенсовете СССР, затем начальник 4-го отдела 4-го управления Штаба РККА. С ноября 1930 года Ф. П. Судаков командир и комиссар 96-й стрелковой дивизии. С февраля 1931 года — командир и комиссар 1-й механизированной бригады имени К. Б. Калиновского. В начале 1932 года переведён на Дальний Восток на должность командира и комиссара 40-й стрелковой дивизии. С ноября 1933 года командир и комиссар 282-го стрелкового полка 94-й стрелковой дивизии. С декабря 1934 года командир и комиссар 94-й стрелковой дивизии. С октября 1936 года по май 1938 года на учёбе в Академии Генерального штаба РККА, где учился на ставшем позднее знаменитым «маршальском курсе» (на нём учились 4 будущих Маршалов Советского Союза, 6 генералов армии, 8 генерал-полковников, 1 адмирал).
После окончания академии назначен старшим преподавателем кафедры оперативного искусства той же академии. С декабря 1940 года — командир 9-го отдельного стрелкового корпуса в составе Северо-Кавказского военного округа, а с 5 июня 1941 года в составе Одесского военного округа. С 19 июня 1941 года — командир 66-го стрелкового корпуса.

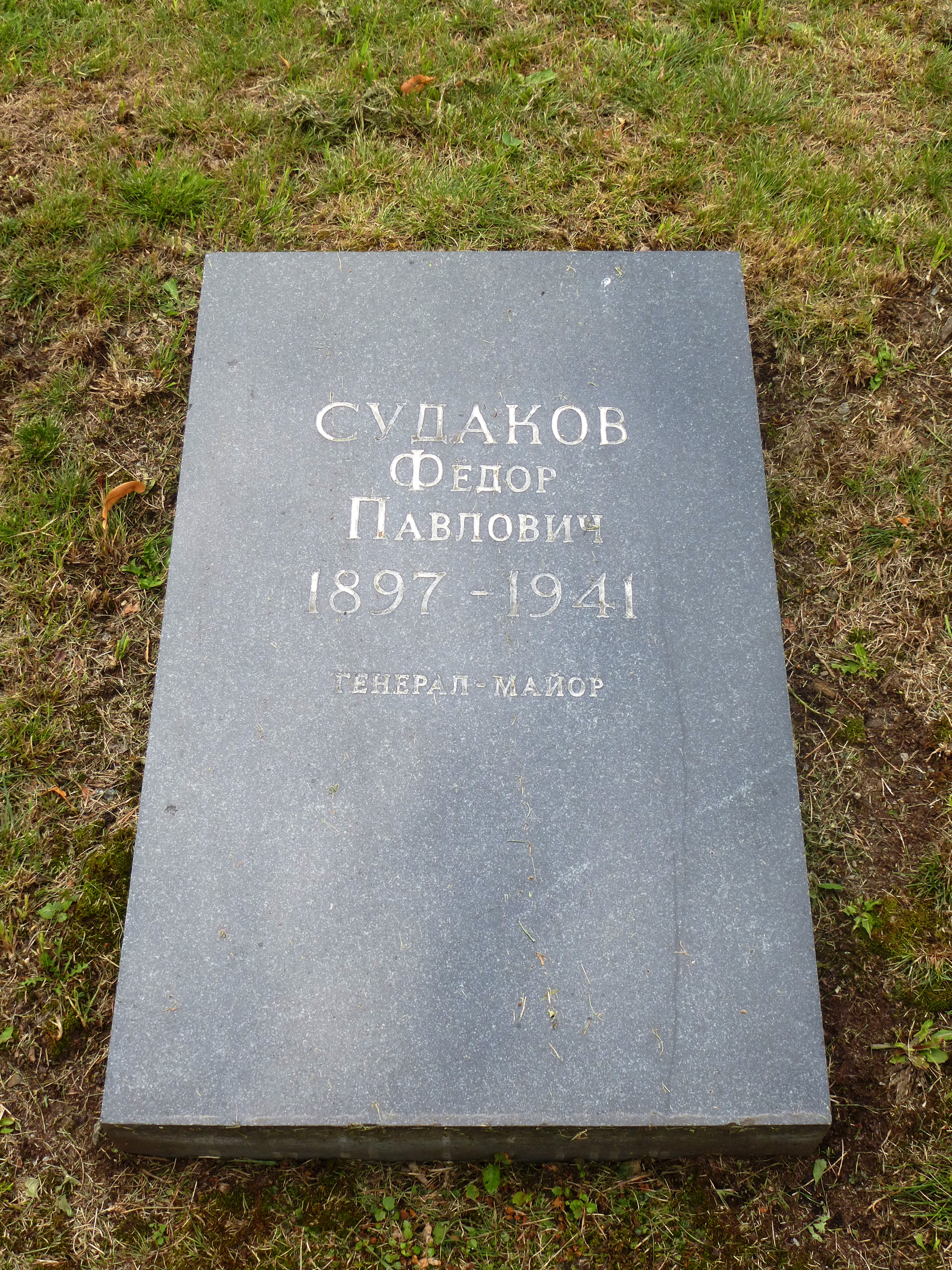
Памятная плита на Братской могиле в Петрозаводске на площади Ленина

После начала Великой Отечественной войны корпус под командованием Ф. П. Судакова в составе 21-й армии участвовал в боях на западном направлении, затем в ходе Смоленского сражения части корпуса упорно оборонялись в районе Жлобина и Рогачёва. 2 сентября 21-я армия, включая корпус Судакова, была передана Юго-Западному фронту и приняла участие в обороне Киева. При этом части и соединения 66-го стрелкового корпуса вели тяжёлые оборонительные бои в районе Пирятина и южнее Сумов. Попав в окружение, части и соединения корпуса сначала упорно удерживали занимаемые позиции, сковав крупные силы противника, а затем прорвались из окружения. В боевой характеристике отмечалось, что Ф. П. Судаков: 

«в командовании подчинёнными частями показал образцы инициативности, умения, оперативности. Чётко ставил задачи, умело сочетал огонь корпусной и приданной артиллерии с прорывом и манёвренностью пехоты, чем обеспечил прорыв блокады противника и выход корпуса из окружения»
 За умелое руководство, мужество и инициативу был награждён орденом Красного Знамени.
С 22 сентября начальник управления тыла 3-й армии Брянского фронта. 2 октября 1941 года Фёдор Павлович Судаков погиб.
Сведения о месте гибели Фёдора Павловича и должности которую он в этот момент занимал расходятся. Согласно донесений, составленных путём опроса начсостава, вышедшего из окружения, командир 66-го стрелкового корпуса генерал-майор Судаков был убит в районе г. Золотоноши. В сводном документе, составленном в 1944 году, значится, что он занимал должность начальника тыла 3-й армии.
По данным из наградного листа, представленном в электронном банк документов «Подвиг Народа», командир 3-й Ленинградской стрелковой дивизии народного ополчения генерал-майор Ф. П. Судаков погиб в бою в районе станции Орзега Карело-Финской ССР.
Похоронен в Братской могиле на площади Ленина в Петрозаводске возле вечного огня.
.

## Награды
- орден Ленина[3]
- 2 ордена Красного Знамени[2]

## Память

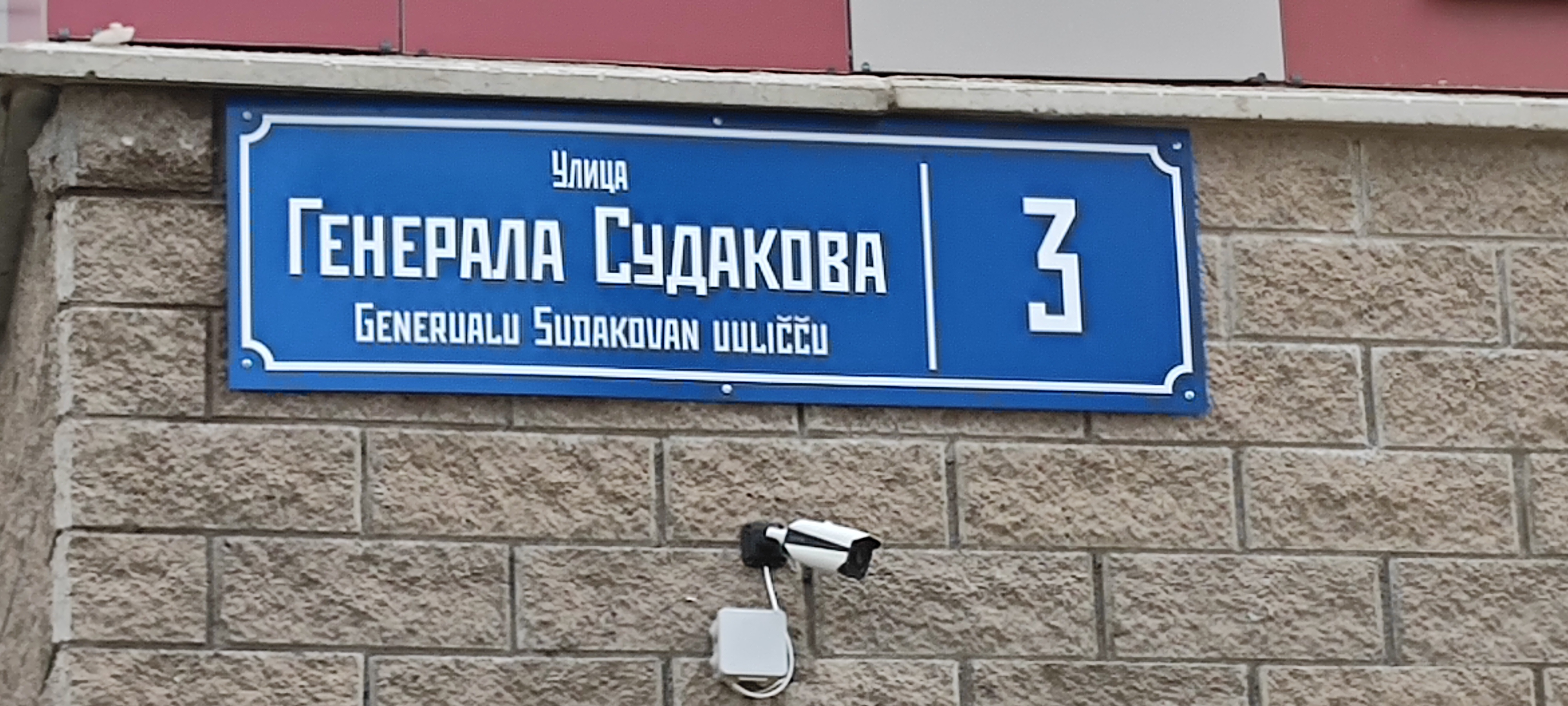
Улица Генерала Судакова в Петрозаводске

В 2016 году в Петрозаводске образована улица Генерала Судакова.

## Источник
- Коллектив авторов. Великая Отечественная: Комкоры. Военный биографический словарь / Под общей редакцией М. Г. Вожакина. — М.; Жуковский: Кучково поле, 2006. — Т. 1. — С. 545-547. — ISBN 5-901679-08-3.